# Peter Holla
Petrus Joseph Hyacinthus Maria (Peter) Holla (Amsterdam, september 1962) is een Nederlandse politiefunctionaris. Hij is sinds 1 oktober 2024 politiechef van de Regionale Politie Eenheid Amsterdam in de rang van hoofdcommissaris.

## Carrière
Holla is geboren en getogen nabij Plein ’40-’45 in Amsterdam-Nieuw-West. Na de Politieacademie begon hij zijn loopbaan in Amsterdam. Peter Holla werkte onder meer als teamchef bureau sociale jeugd- en zedenzaken, bij de verkeerspolitie en bij de recherche. In de tijd van de IRT-affaire, een onderzoek in de jaren 90 naar de opsporingsmethoden van de politie in de strijd tegen de georganiseerde misdaad, werkte hij korte tijd als adviseur bij het ministerie van Binnenlandse Zaken.
Bij zijn terugkomst in Amsterdam werd hij wijkteamchef in De Pijp en later van bureau Meer en Vaart. Van 2001 tot 2020 was Peter districtschef in de Haarlemmermeer en daarna in Haarlem/Kennemerland Midden. In de eenheid Noord-Holland was hij plaatsvervangend/waarnemend politiechef. Sinds 2020 is Peter Holla hoofd Operatiën en plaatsvervangend politiechef in de Amsterdamse eenheidsleiding.

Op 27 mei 2024 werd Frank Paauw door de KNVB gekozen tot bondsvoorzitter. Later werd bekendgemaakt dat Peter Holla hem op 1 oktober 2024 zou opvolgen als hoofd van de Amsterdamse politie.